# Jussi Oksanen
Jussi Ilmari Oksanen (Kirkkonummi, 9 de mayo de 1979) es un deportista finlandés que compitió en snowboard, especialista en la prueba de slopestyle. Consiguió cuatro medallas en los X Games de Invierno.

## Medallero internacional
| \| X Games de Invierno \| X Games de Invierno \| X Games de Invierno \| X Games de Invierno \| \| Año \| Lugar \| Medalla \| Prueba \| \| ------------------- \| --------------------------- \| ------------------- \| ------------------- \| \| 2001 \| Mount Snow (Estados Unidos) \| Medalla de oro \| Big air \| \| 2001 \| Mount Snow (Estados Unidos) \| Medalla de bronce \| Slopestyle \| \| 2003 \| Aspen (Estados Unidos) \| Medalla de plata \| Slopestyle \| \| 2007 \| Aspen (Estados Unidos) \| Medalla de plata \| Slopestyle \| |                             |                   |            |
| X Games de Invierno |                             |                   |            |
| Año | Lugar                       | Medalla           | Prueba     |
| 2001 | Mount Snow (Estados Unidos) | Medalla de oro    | Big air    |
| 2001 | Mount Snow (Estados Unidos) | Medalla de bronce | Slopestyle |
| 2003 | Aspen (Estados Unidos)      | Medalla de plata  | Slopestyle |
| 2007 | Aspen (Estados Unidos)      | Medalla de plata  | Slopestyle |